# Orquestra Sinfonia Cultura
A Orquestra Sinfonia Cultura foi criada em 1998, no âmbito da Fundação Padre Anchieta, em São Paulo, sendo voltada para a divulgação da música em suas várias manifestações e estilos, em concertos gravados ou transmitidos pela Cultura FM e TV Cultura. A orquestra foi dissolvida em 2005.
Com a reorganização da Orquestra Sinfônica do Estado de São Paulo, em 1997, dos 66 membros permanentes da OSESP, 43 foram avaliados e, não sendo aprovados ou não aceitando as novas condições contratuais, foram transferidos para a Sinfonia Cultura, do Estado, uma nova orquestra, especializada em música brasileira e latino-americana.
As apresentações da orquestra tinham um caráter pedagógico, voltando-se principalmente à formação de novas platéias. Sua presença constante no rádio e na TV  possibilitava  alcançar um público amplo e diversificado, incluindo aquele que, de outra forma, nunca teria acesso à música erudita. Adotava uma programação de concertos temáticos e comentados, apresentados em uma proposta multimídia e audiovisual. Assim, incorporava os diversos meios de comunicação de massa e as linguagens específicas do cinema, teatro, dança e performances.
Sob coordenação musical do maestro Lutero Rodrigues, a orquestra  promoveu também a participação de regentes e solistas convidados, como forma de estimular a convivência musical entre os mais variados estilos e tendências.
Em sua curta existência, realizou centenas de concertos e executou várias obras inéditas; promoveu, juntamente com a Sociedade Brasileira de Música Contemporânea,   um concurso nacional destinado a revelar novos compositores e ganhou em 1999 o Prêmio Especial de Música Erudita da   Associação Paulista de Críticos de Arte.
Com um efetivo de apenas 55 músicos, a Orquestra Sinfonia Cultura era a única orquestra brasileira pertencente a uma emissora de rádio e televisão, ocupando um espaço análogo ao das orquestras da BBC, RAI, RTF, WDR, entre outras. Seu repertório contemplava principalmente compositores e intérpretes das Américas, além de um projeto especial destacando a música de autores brasileiros. Dessa forma, contribuía também para a renovação da produção musical no país.
Em sua breve e desafortunada história, a  Sinfonia Cultura, atuou, desde 1999, em parceria com o SESC Belenzinho, situado na Zona Leste da cidade de São Paulo. Era uma das únicas orquestras especializada na música brasileira de concerto. A orquestra era reconhecida nacionalmente por sua vocação para a formação de público  e divulgação da produção de compositores eruditos brasileiros.  Desprestigiada e tratada como "refugo da Osesp", a duras penas conseguiu consolidar uma programação e uma linha de atuação, centrada na música brasileira de concerto.
Embora seus custos fossem muito baixos, carecia de recursos e lutou para sobreviver, a orquestra da Rádio Cultura acabou por ser extinta em 14 de janeiro de 2005, quando o presidente da Fundação Padre Anchieta, Marcos Mendonça, comunicou ao maestro Lutero Rodrigues e aos músicos a decisão de desativar a Sinfonia Cultura, orquestra da Rádio e Televisão Cultura.
Em carta publicada na Folha de S. Paulo, Mendonça disse que a escassez de recursos não permitia "manter uma orquestra com a qualidade que as orquestras devem ter". 
Os músicos denunciaram diversas vezes, por meio de textos na Internet, o descaso com que vinha sendo tratada a orquestra. Segundo eles, o custo de manutenção da Sinfonia Cultura era de aproximadamente R$ 3,2 milhões anuais, ou seja, 17% do orçamento da Orquestra Sinfônica do Estado de São Paulo (à época,  R$ 17 milhões anuais). De nada adiantaram os protestos: seus músicos foram para o olho da rua.
Em 28 de fevereiro, a orquestra realizou seu último concerto, com a casa lotada.